# Qui sera tué demain ?
Criminalia
Pour les articles homonymes, voir Le Monstre.
Pour plus de détails, voir Fiche technique et Distribution.
Qui sera tué demain ? (aussi Criminalia ; en italien : Il mostro) est un giallo italien écrit et réalisé par Luigi Zampa et sorti en 1977.  

## Synopsis
Valerio Barigozzi est un journaliste raté qui répond au courrier du cœur d'un grand journal. Un jour, il reçoit une lettre, la première d'une série, qui lui annonce un meurtre à venir...

## Fiche technique
- Titre français : Qui sera tué demain ?
- Titre alternatif français : Criminalia
- Titre original : Il mostro
- Réalisation : Luigi Zampa
- Scénario : Sergio Donati
- Photographie : Mario Vulpiani
- Montage : Franco Fraticelli
- Décors : Dante Ferretti
- Musique : Ennio Morricone
- Pays d'origine : Italie
- Langue originale : italien
- Format : couleur
- Genre : giallo
- Durée : 94 minutes
- Dates de sortie :
  - Italie : 1er octobre 1977

## Distribution
- Johnny Dorelli : Valerio Barigozzi
- Sydne Rome : Dina
- Renzo Palmer : Baruffi
- Yves Beneyton : Giorgio Mesca
- Enzo Santaniello : Luca
- Henning Schlüter : Nicola Mesca
- Renato Scarpa : Livraghi
- Gianrico Tedeschi : Nonno Gustavo
- Orazio Orlando : Commissario Pisani
- Salvatore Baccaro : Lupo cattivo
- Angelica Ippolito : Anna
- Carlo Reali : Brigadiere
- Vittorio Zarfati : Avvocato
- Mauro Vestri : Segretario al giornale
- Clara Colosimo : Donatella Domenica Donati